# Allagen
Allagen is een plaats in de Duitse gemeente Warstein, deelstaat Noordrijn-Westfalen, en telt 2.664 inwoners (2011).
Het vrij uitgestrekte dorp ligt aan de Möhne en de Bundesstraße B 516, ongeveer 9 km ten westen van Belecke en 16 km van Warstein zelf. 
Zie verder onder Warstein. 
Allagen · Belecke · Hirschberg · Mülheim · Niederbergheim · Sichtigvor · Suttrop · Waldhausen · Warstein